# 郑象德墓
郑象德墓，位于中国广东省汕头市潮南区陇田镇小龙溪，现为潮南区文物保护单位，类型为古墓葬，公布时间为2001年3月2日。
郑象德墓的历史年代为清代。